# 马里乌波尔
马里乌波尔（羅馬化：Mariupol，發音：[mɐr⁽ʲ⁾iˈupolʲ] ⓘ，發音：[mərʲɪˈupəlʲ] ⓘ）是乌克兰东部顿涅茨克州及亞速海北部沿岸城市，地处亚速海北部。2022年人口425,681人，為顿涅茨克州第二大城，僅次於顿涅茨克。乌克兰族约占人口49%，俄罗斯族占44%，其餘为希腊人和白俄罗斯人等。1948年，苏联将马里乌波尔改名为日丹诺夫，以纪念苏联高官安德烈·日丹諾夫，直到1989年1月13日城市才恢复原名。
2014年頓巴斯戰爭期間，烏克蘭武裝部隊和頓巴斯親俄武裝在該市反復爭奪，該市終仍處於烏克蘭政府控制之下，並成為烏克蘭顿涅茨克州的臨時首府。2022年俄軍全面入侵烏克蘭後，該市被俄軍入侵並包圍，2022年5月被俄軍完全佔領，现事实上由被俄罗斯聯邦吞并的顿涅茨克人民共和国管轄。

## 历史

### 遠古時期
在亞速海岸挖掘出的新石器時代墓地可以追溯到公元前三千年紀末。發現了超過120具骸骨，以及石器和骨器、珠子、貝殼工藝品和動物牙齒.

### 克里米亞汗國
從12世紀到16世紀，馬里烏波爾周圍地區饱受克里米亚鞑靼人、諾蓋汗國、立陶宛大公國和莫斯科大公國的激烈衝突蹂躏，人口稀薄。到15世紀中葉，黑海和亞速海以北的大部分地區被克里米亞汗國吞併，成為奧斯曼帝國的附屬地。在第聂伯河以東，一片荒涼的大草原延伸到亞速海，缺乏水源使早期定居變得不穩定。由於靠近穆拉夫斯基道路，該地經常遭受克里米亞-诺盖人前来掠奪奴隶和鞑靼部落的劫掠，阻礙了永久定居，使其人口稀少，甚至完全無人居住，在鞑靼統治下被稱為"野地"或"荒原"（拉丁文中称为“Campi Deserti”）。

### 俄羅斯帝國與蘇聯時期
马里乌波尔始建于十八世纪初期的一个哥萨克要塞，以流經的卡利米烏斯河命名為卡利米烏斯。1779年，城市名改為马里乌波尔，意为“玛利亚之城”。很长一段时间，这个城市是一个以捕魚和希腊人贸易為主的地方。自十九世纪末建成港口和铁路连接全国其它地区後，开始发展重工业。
苏联时期马里乌波尔广泛的开发和建设，城市在1920年成为一个主要的冶金基地。城市的人口增长10倍以上，建有城市交通系統、摩天大楼、大型工程和冶金厂。
第二次世界大战期间，馬里烏波爾在1941年10月8日至1943年9月10日期間處於德國軍事佔領之下，城市受到嚴重破壞。德軍殺害了大約1萬名居民，將近5萬名年輕男子和女孩強制送往德國充当苦力，並將3萬6000名囚犯驅逐到集中營。
戰後重建迅速，马里乌波尔-顿涅茨盆地（即顿巴斯地區）成为顿涅茨克州最大的工业中心，有最多僱員的的铁钢冶炼厂、经营規模最大的机械厂等许多重工業，但汙染嚴重。文化建設上，有一个剧场、三个博物馆、两所大学。

### 俄烏戰爭
2014年5月顿巴斯战争期間，烏克蘭軍隊與頓涅茨克人民共和國的親俄武裝在此爆發马里乌波尔战役。2014年6月13日，城市被烏克蘭政府軍收復，並在2015年6月，马里乌波尔成為烏克蘭頓涅茨克州的臨時行政中心。

### 2022年围城战及隨後的占领与重建

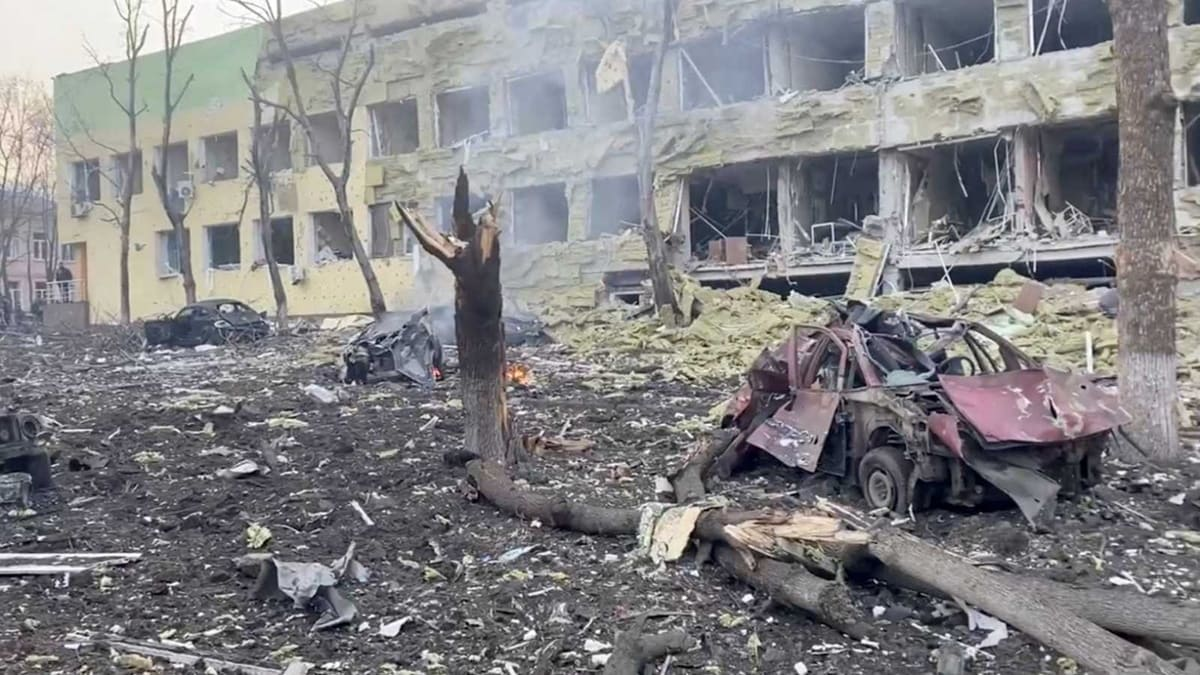
2022年俄烏戰爭期間被炸毀的马里乌波尔

2022年俄羅斯入侵烏克蘭期間，马里乌波尔發生了马里乌波尔围城战，期间城市遭到严重破坏，同年3月13日被乌克兰政府授予乌克兰英雄城市的榮譽。4月11日，烏克蘭總統弗拉基米尔·泽连斯基表示，馬里烏波爾已“被徹底摧毀”。俄罗斯军队随后于5月20日完全控制马里乌波尔，戰後生活與市集逐漸恢復，俄羅斯方面於6月左右批示全面重建此城，開始大量派遣施工隊進入建設，據悉，該城市多數事物受到程度不一的損壞，但無法估計情況，同時俄方正在迅速拆除受损建筑，當時的市民生活狀況仍有不少謎團。
當地學校開始使用俄羅斯的課程，電視和廣播也改成俄語，許多街道名稱也被蘇聯時代的名稱所取代。後者尤其具有爭議性，因為在去共產化的過程中，烏克蘭當局恢復了許多歷史名稱，這些名稱都早於蘇聯。在其他地名中，「自由廣場」被改名為「列寧廣場」。
2023年3月，俄罗斯总统视察了马里乌波尔；6月据独立新闻媒体Bumaga报道，俄罗斯其他地区的居民正在买入马里乌波尔的房产，将其视为一座旅游目的地。7月，馬里烏波爾一所俄羅斯國立藝術學校開放報名，旨在培訓未來馬里烏波爾劇院（原頓內次克州學院戲劇院）的演員和導演。該新戲劇藝術課程的招生對頓涅茨克、盧漢斯克、扎波羅熱和赫爾松地區的居民開放。8月，车臣共和国首府格罗兹尼宣布与马里乌波尔缔结姐妹城市关系。
2024年1月，意大利摩德纳市取消了一场“马里乌波尔战后重生”为主题的展览，因该展览公开支持俄乌战争；乌克兰外交部对此表示欢迎。4月，两家德国企业Knauf和WKB Systems被披露向俄方出售建筑材料、用于马里乌波尔的重建；Knauf公司表示，它決定不撤出俄羅斯——正如許多德國主要集團在入侵後所做的那樣——是出於對其員工的「責任」。

## 地理與生態

### 地理

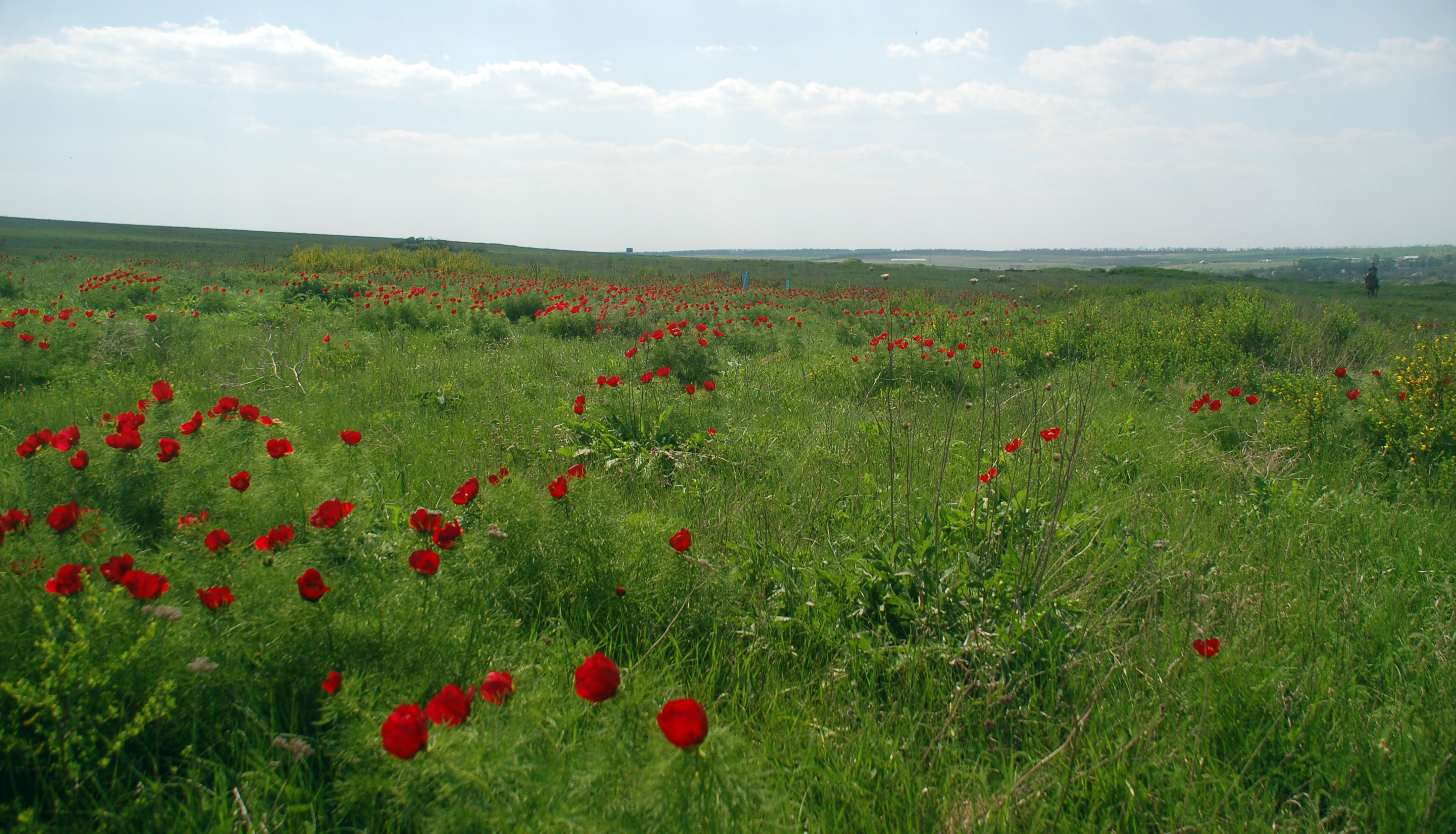
霍穆托夫草原自然保護區在2012年五月的景色

馬里烏波爾在顿涅茨克州的南部，瀕臨亞速海，並位於卡利米烏斯河的河口。在地勢上，馬里烏波爾是亞速海低地的一部分。城市東面的霍穆托夫草原自然保護區 同為亞速海低地的一部分，與俄國接壤。
城市面積為166.0平方公里。如將市政府管轄的城郊計算在內，則為244.0平方公里。市中心面積為106.0平方公里，市內公園及花園面積為80.6平方公里。
城市主要建築在高鈉黑土上，並有大量潛流水，故經常出現山泥傾瀉。

### 氣候
馬里烏波爾為温带大陆性湿润气候，在柯本气候分类法上屬於Dfa級，夏季溫暖，冬季寒冷。每年平均降水量為511（20英寸）。農業上，這種氣候適合耕作喜溫及有較長生長期的作物，如向日葵、瓜類、葡萄等。然而，因該地水資源不足，供水已經用作居民生活及工業用途。
該城在夏天吹北風，冬天吹東風。
| 馬里烏波爾（平均數據1991–2020年，極端值自1955年起算） | 馬里烏波爾（平均數據1991–2020年，極端值自1955年起算） | 馬里烏波爾（平均數據1991–2020年，極端值自1955年起算） | 馬里烏波爾（平均數據1991–2020年，極端值自1955年起算） | 馬里烏波爾（平均數據1991–2020年，極端值自1955年起算） | 馬里烏波爾（平均數據1991–2020年，極端值自1955年起算） | 馬里烏波爾（平均數據1991–2020年，極端值自1955年起算） | 馬里烏波爾（平均數據1991–2020年，極端值自1955年起算） | 馬里烏波爾（平均數據1991–2020年，極端值自1955年起算） | 馬里烏波爾（平均數據1991–2020年，極端值自1955年起算） | 馬里烏波爾（平均數據1991–2020年，極端值自1955年起算） | 馬里烏波爾（平均數據1991–2020年，極端值自1955年起算） | 馬里烏波爾（平均數據1991–2020年，極端值自1955年起算） | 馬里烏波爾（平均數據1991–2020年，極端值自1955年起算） |
| 月份                                                  | 1月                                                   | 2月                                                   | 3月                                                   | 4月                                                   | 5月                                                   | 6月                                                   | 7月                                                   | 8月                                                   | 9月                                                   | 10月                                                  | 11月                                                  | 12月                                                  | 全年                                                  |
| ----------------------------------------------------- | ----------------------------------------------------- | ----------------------------------------------------- | ----------------------------------------------------- | ----------------------------------------------------- | ----------------------------------------------------- | ----------------------------------------------------- | ----------------------------------------------------- | ----------------------------------------------------- | ----------------------------------------------------- | ----------------------------------------------------- | ----------------------------------------------------- | ----------------------------------------------------- | ----------------------------------------------------- |
| 历史最高温 °C（°F）                                   | 10.0 (50.0)                                           | 15.0 (59.0)                                           | 19.6 (67.3)                                           | 30.0 (86.0)                                           | 33.9 (93.0)                                           | 37.0 (98.6)                                           | 37.8 (100.0)                                          | 38.0 (100.4)                                          | 34.4 (93.9)                                           | 27.1 (80.8)                                           | 18.0 (64.4)                                           | 14.1 (57.4)                                           | 38.0 (100.4)                                          |
| 平均高温 °C（°F）                                     | 0.0 (32.0)                                            | 0.7 (33.3)                                            | 6.1 (43.0)                                            | 13.6 (56.5)                                           | 20.5 (68.9)                                           | 25.5 (77.9)                                           | 28.3 (82.9)                                           | 27.9 (82.2)                                           | 21.6 (70.9)                                           | 14.1 (57.4)                                           | 6.3 (43.3)                                            | 1.5 (34.7)                                            | 13.8 (56.8)                                           |
| 日均气温 °C（°F）                                     | −2.4 (27.7)                                           | −2.0 (28.4)                                           | 2.8 (37.0)                                            | 9.8 (49.6)                                            | 16.5 (61.7)                                           | 21.2 (70.2)                                           | 23.8 (74.8)                                           | 23.3 (73.9)                                           | 17.3 (63.1)                                           | 10.6 (51.1)                                           | 3.7 (38.7)                                            | −0.9 (30.4)                                           | 10.3 (50.5)                                           |
| 平均低温 °C（°F）                                     | −4.6 (23.7)                                           | −4.5 (23.9)                                           | 0.1 (32.2)                                            | 6.3 (43.3)                                            | 12.4 (54.3)                                           | 16.7 (62.1)                                           | 18.9 (66.0)                                           | 18.3 (64.9)                                           | 13.1 (55.6)                                           | 7.2 (45.0)                                            | 1.2 (34.2)                                            | −3 (27)                                               | 6.8 (44.2)                                            |
| 历史最低温 °C（°F）                                   | −27.2 (−17.0)                                         | −25 (−13)                                             | −20 (−4)                                              | −7.3 (18.9)                                           | 0.0 (32.0)                                            | 5.6 (42.1)                                            | 8.9 (48.0)                                            | 5.0 (41.0)                                            | −1.1 (30.0)                                           | −8 (18)                                               | −17 (1)                                               | −24.5 (−12.1)                                         | −27.2 (−17.0)                                         |
| 平均降水量 mm（）                                     | 47.9 (1.89)                                           | 42.4 (1.67)                                           | 39.3 (1.55)                                           | 38.7 (1.52)                                           | 38.4 (1.51)                                           | 56.4 (2.22)                                           | 46.3 (1.82)                                           | 37.0 (1.46)                                           | 44.3 (1.74)                                           | 33.7 (1.33)                                           | 49.3 (1.94)                                           | 52.2 (2.06)                                           | 525.9 (20.70)                                         |
| 平均降水天数（≥ 1.0 mm）                              | 8.3                                                   | 7.1                                                   | 7.7                                                   | 6.4                                                   | 5.9                                                   | 7.1                                                   | 4.8                                                   | 3.6                                                   | 5.3                                                   | 5.2                                                   | 7.3                                                   | 8.3                                                   | 77.0                                                  |
| 平均相對濕度（％）                                    | 87.8                                                  | 85.6                                                  | 83.0                                                  | 76.4                                                  | 71.6                                                  | 70.9                                                  | 66.7                                                  | 64.9                                                  | 70.0                                                  | 78.2                                                  | 87.1                                                  | 88.3                                                  | 77.5                                                  |
| 来源1：Pogoda.ru.net (溫度及最高、最低溫度數據)       |                                                       |                                                       |                                                       |                                                       |                                                       |                                                       |                                                       |                                                       |                                                       |                                                       |                                                       |                                                       |                                                       |
| 来源2：世界气象组织 (降水量及濕度數據，1981–2010)     |                                                       |                                                       |                                                       |                                                       |                                                       |                                                       |                                                       |                                                       |                                                       |                                                       |                                                       |                                                       |                                                       |

### 生態

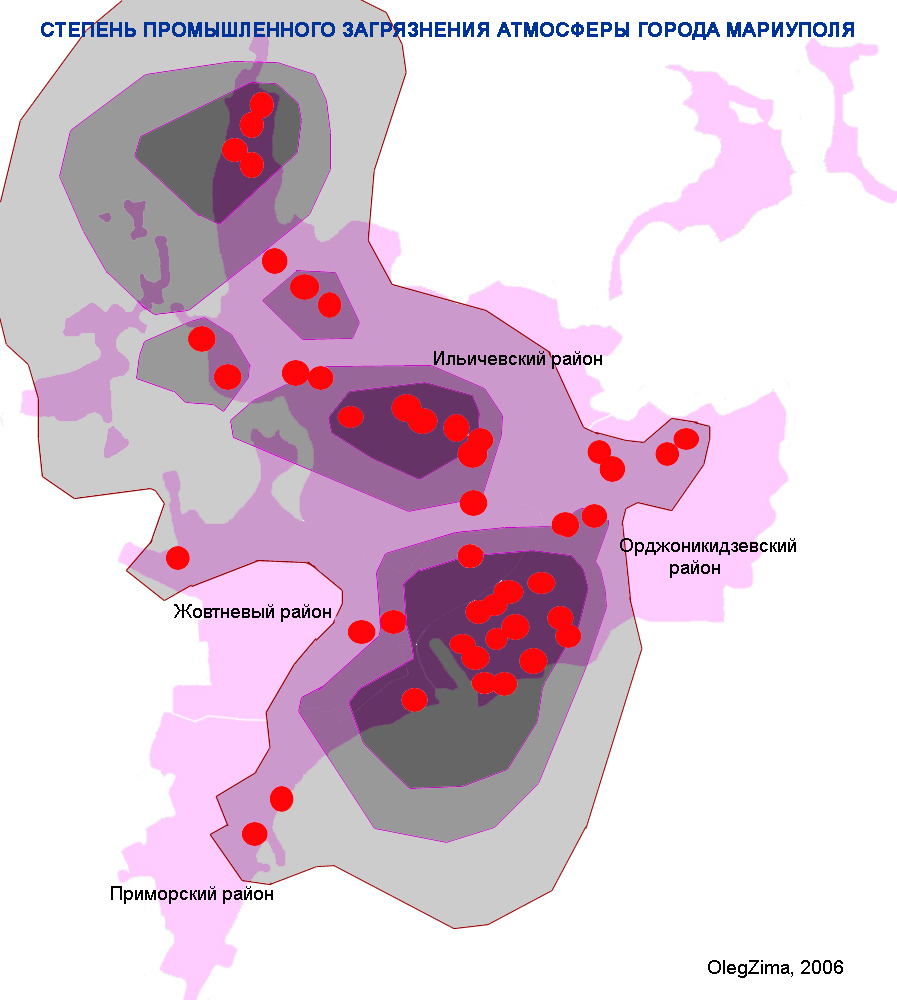
馬里烏波爾內的空氣污染分佈

由於城內有大量工業設施，馬里烏波爾的污染物排放量一直是烏克蘭之冠。近年，市內的工廠開始注重生態問題，在最近十五年，工業污染物排放量已是從前的一半。
該城環境問題一向嚴重。在1970年代末，日丹诺夫（馬里烏波爾在蘇聯年代的名稱）的工業排放量位於蘇聯第三，僅居新库兹涅茨克及马格尼托哥尔斯克之後。在1989年，該城工業共有5,215個空氣污源物源頭，每年共排放752,900有害物質，當中有98%來自冶金工業及Markokhim焦化廠。即使當局在1990年代中期放寛了環境污染物排放上限，仍有許多排放物超標，包括：
- 氨為上限的1.3倍
- 苯酚為上限的1.3倍
- 甲醛為上限的2.0倍

在大工廠旁的住宅區，苯扎匹崙超標6－9倍，氟氫、氨和甲醛超標2－5倍，粉塵、碳氧化物及硫化氫超標6－8倍，二氧化氮超標2－3倍。有紀錄顯示苯酚最高曾超標17倍，苯扎匹崙超標13－14倍。
城內的工廠，如亚速钢铁厂及Markokhim都是在1930年代開始興建，以配合國家將城市發展為運輸業重鎮的計劃。由於工廠選址不佳，大量污染物隨風吹往城市中心。幸好市內地勢平緩，及有一定風力，令污染物無法長期停留市內，多少緩解了問題。
鄰近的亞速海域由於漁業濫捕，漁獲在過往30年減少10倍。
城市已投放數百萬乌克兰格里夫纳來改善環境問題，但對該城長久的環境問題仍然收效不大。

## 医疗保健
马里乌波尔是顿涅茨克地区南部重要的医疗中心。
公立医院名单（2021）：
- 马里乌波尔地区重症监护医院
- 马里乌波尔市第一医院
- 马里乌波尔市第四医院
- 马里乌波尔市第九医院

## 教育
馬里烏波爾共有81所一般性教育機構正在運營，其中包括：67所綜合學校（48,500名學生）、2所文法學校、3所高級中學、4所夜校、3所寄宿學校、2所私立學校、11所專業教育機構（6,274名學生）以及94所兒童幼兒園（12,700名幼童）。
三所高等教育機構：
- 普里亞佐夫斯基州立技術大學
- 馬里烏波爾州立大學
- 阿佐夫斯基海運學院

## 當地媒體

### 烏克蘭時代

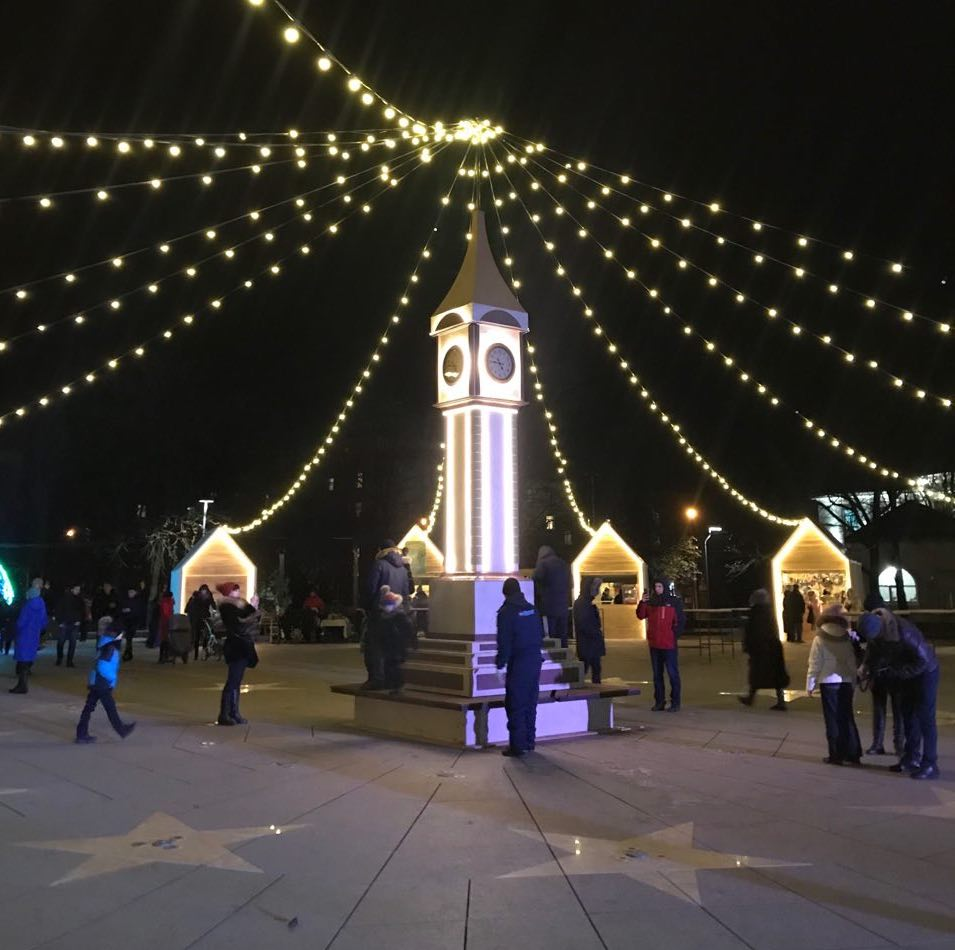
馬里烏波爾聖誕市集

當地發行超過20份當地報紙（多数為俄语報章），包括：
- Priazovsky Rabochy (Priazovdky Worker)
- Mariupolskaya Zhizn (Mariupol Life)
- Mariupolskaya Nedelya (Mariupol Week)
- Ilyichevets
- Azovstalets
- Azovsky Moryak (Azov Seaman)
- Azovsky Mashinostroitel (Azov Machine-builder)

12個電台和7家區域電視公司和頻道：
- Sigma Broadcasting Company
- MTV Broadcasting Company (Mariupol television)
- TV 7 Broadcasting Company
- Inter-Mariupol Broadcasting Company
- Format Broadcasting Company

重新傳輸約15個全國公共頻道 (Inter, 1+1, STB, NTN, 5 Channel, ICTV, First National TV, New Channel, TV Company Ukraina, etc.)。
轉播大約15個國家公共頻道（包括Inter、1+1、STB, NTN、5 Channel、ICTV、First National TV、New Channel、TV Company Ukraina等）。

## 公共組織
馬里烏波爾大約有300個公共協會，其中包括22個工會組織、約40個政黨、16個青年團體、4個婦女組織、37個退伍軍人和殘疾人協會，以及134個民族和文化協會。

## 姐妹城市
马里乌波尔与以下城市建立了姐妹城市关系：
- 乌克兰 费奥多西亚（1993年9月11日）
- 乌克兰 赫尔松（1993年9月11日）
- 乌克兰 利沃夫（1994年9月10日）
- 乌克兰 科洛梅亚（1998年10月1日）
- 乌克兰 马克耶夫卡（2000年4月21日）
- 乌克兰 巴赫奇萨赖（2012年2月17日）
- 乌克兰 斯拉武塔（2015年7月28日）
- 乌克兰 佩列亚斯拉夫（2017年3月27日）
- 義大利 萨沃纳（1991年9月30日）
- 義大利 圣塞韦里娜（2005年5月23日）
- 希腊 塞萨洛尼基（1993年9月12日）
- 希腊 比雷埃夫斯（1993年）
- 希腊 卡利姆诺斯岛（1998年6月25日）
- 希腊 基斯诺斯岛（2010年10月2日）
- 中國 齐齐哈尔（2007年10月12日）
- 土耳其 特拉布宗（2007年11月27日）
- 波蘭 格但斯克（2014年12月12日）
- 俄羅斯 圣彼得堡（2022年5月22日）[27]
- 俄羅斯 格罗兹尼（2023年8月10日）[28]

2022年2月24日，烏方因俄羅斯的全面入侵而中斷所有城市與俄羅斯的友好或姐妹城市關係。在俄羅斯了占領馬里烏波爾后，俄羅斯政府將聖彼得堡和格羅兹尼與馬里烏波爾締結了姐妹城市關係。一個姐妹城市關係的藝術象徵在聖彼得堡的冬宫廣場上揭幕，但已被破壞並移除。

### 已中断的姐妹城市
- 俄羅斯 塔甘罗格（1993年4月28日至2017年6月29日[31]）
- 俄羅斯 纳里扬马尔（1992年至2017年6月29日[31])
- 俄羅斯 叶伊斯克（1994年9月10日至2022年2月24日[32]）
- 俄羅斯 巴尔瑙尔（2001年至2022年2月24日[32]）
- 俄羅斯 热列兹诺戈尔斯克（2009年6月20日至2022年2月24日[32]）

## 備注
1. ↑  台灣又譯馬立波[2]
烏克蘭語或作，羅馬化：Mariiupil，發音：[mɐr⁽ʲ⁾iˈjupilʲ][3]
2. ↑  烏克蘭和俄语：，羅馬化：Zhdanov